# Metal Gear Solid 4: Guns of the Patriots Original Soundtrack
Metal Gear Solid 4: Guns of the Patriots Original Soundtrack – ścieżka dźwiękowa do gry Metal Gear Solid 4: Guns of the Patriots, skomponowana przez Nobuko Toda, Shuichi Kobori, Kazume Jinnouchi i Harry'ego Gregson-Williamsa. Ścieżka dźwiękowa została wydana 28 maja 2008 roku przez Konami Digital Entertainment.

## Lista utworów

### Płyta 1
| Nr  | Tytuł utworu        | Kompozytor                                    | Długość |
| --- | ------------------- | --------------------------------------------- | ------- |
| 1.  | „Old Snake”         | Harry Gregson-Williams                        | 3:52    |
| 2.  | „Love Theme”        | Nobuko Toda, Hideo Kojima, Jackie Presti      | 7:07    |
| 3.  | „Gekko”             | Harry Gregson-Williams                        | 2:53    |
| 4.  | „Haven Troopers”    | Nobuko Toda, Shuichi Kobori, Kazuma Jinnouchi | 3:40    |
| 5.  | „BB Corps”          | Harry Gregson-Williams                        | 3:43    |
| 6.  | „Drebin 893”        | Nobuko Toda                                   | 3:29    |
| 7.  | „Vista Mansion”     | Nobuko Toda, Shuichi Kobori, Kazuma Jinnouchi | 1:32    |
| 8.  | „Laughing Octopus”  | Nobuko Toda, Shuichi Kobori, Kazuma Jinnouchi | 2:19    |
| 9.  | „Breakthrough”      | Harry Gregson-Williams                        | 3:09    |
| 10. | „Endless Pain”      | Harry Gregson-Williams                        | 5:26    |
| 11. | „White Blood”       | Harry Gregson-Williams                        | 2:49    |
| 12. | „Call Me Hal”       | Nobuko Toda, Shuichi Kobori, Kazuma Jinnouchi | 3:01    |
| 13. | „Midnight Shadow”   | Harry Gregson-Williams                        | 2:58    |
| 14. | „Paradise Lost”     | Nobuko Toda, Shuichi Kobori, Kazuma Jinnouchi | 4:13    |
| 15. | „Great Escape”      | Nobuko Toda, Shuichi Kobori, Kazuma Jinnouchi | 2:14    |
| 16. | „Desperate Chase”   | Harry Gregson-Williams                        | 2:57    |
| 17. | „Raging Raven”      | Nobuko Toda, Shuichi Kobori, Kazuma Jinnouchi | 2:34    |
| 18. | „Confrontation”     | Yoshitaka Suzuki                              | 3:10    |
| 19. | „Mobs Alive”        | Harry Gregson-Williams                        | 3:24    |
| 20. | „Violent Ceasefire” | Yoshitaka Suzuki                              | 2:08    |
|     |                     |                                               | 1:06:38 |

### Płyta 2
| Nr  | Tytuł utworu           | Kompozytor                                                                           | Długość |
| --- | ---------------------- | ------------------------------------------------------------------------------------ | ------- |
| 1.  | „Next-Gen Control”     | Harry Gregson-Williams                                                               | 4:40    |
| 2.  | „Crying Wolf”          | Nobuko Toda, Shuichi Kobori, Kazuma Jinnouchi                                        | 2:10    |
| 3.  | „One More Reboot”      | Nobuko Toda, Shuichi Kobori, Kazuma Jinnouchi                                        | 1:41    |
| 4.  | „Sin”                  | Nobuko Toda, Shuichi Kobori, Kazuma Jinnouchi                                        | 1:44    |
| 5.  | „Atonement”            | Nobuko Toda, Shuichi Kobori, Kazuma Jinnouchi                                        | 4:48    |
| 6.  | „Infinite Loop”        | Nobuko Toda, Shuichi Kobori, Kazuma Jinnouchi                                        | 3:35    |
| 7.  | „Everything Ends”      | Norihiko Hibino, Takahiro Izutani                                                    | 2:30    |
| 8.  | „At Dawn”              | Yoshitaka Suzuki                                                                     | 3:30    |
| 9.  | „Screaming Mantis”     | Nobuko Toda, Shuichi Kobori, Akihiro Honda                                           | 2:38    |
| 10. | „Guns of the Patriots” | Harry Gregson-Williams                                                               | 4:05    |
| 11. | „No Place to Hide”     | Nobuko Toda, Shuichi Kobori, Kazuma Jinnouchi                                        | 2:36    |
| 12. | „Sorrow”               | Harry Gregson-Williams                                                               | 3:50    |
| 13. | „Full Circle”          | Takahiro Izutani                                                                     | 1:38    |
| 14. | „Everything Begins”    | Nobuko Toda, Shuichi Kobori, Kazuma Jinnouchi, Yoshitaka Suzuki                      | 4:25    |
| 15. | „Father & Son”         | Harry Gregson-Williams                                                               | 2:29    |
| 16. | „Metal Gear Saga”      | Harry Gregson-Williams                                                               | 4:19    |
| 17. | „Here's to You”        | Ennio Morricone (z filmu Sacco i Vanzetti) zaaranżowane przez Harry Gregson-Williams | 5:48    |
|     |                        |                                                                                      | 56:26   |